# Елизаветовка (Миллеровский район)
Елизаветовка (Елизаветовский, Елисаветовка) — упразднённый в 1963 году хутор, находившийся на территории Области Войска Донского и Ростовской области.

## История
В августе 1963 года хутор Елизаветовский Мальчевского района был присоединен к слободе Никаноровка (ныне Миллеровского района).
Таким образом, с августа 1963 года хутор Елизаветовский перестал существовать.

## География
Располагался на временном водотоке Балка